# Costa (orografia)
Una costa és la part lateral d'una muntanya, puig, turó, tossal o qualsevol altra mena de prominència de la terra. Per extensió designa qualsevol terreny de pla inclinat, tant a la muntanya com a l'interior d'una població. S'utilitza en singular per a una costa aïllada, en plural per a costes de més extensió, sobretot amplada, o amb el derivat coster, que sol indicar costes més pronunciades i, sobretot, llargues. Tot i que té el mateix origen etimològic, cal no confondre la costa de muntanya amb la part de la terra que toca al mar o a masses d'aigua d'una certa extensió (costa). Sovint les costes de muntanya són designades solanes o obagues, amb diverses variants possibles, segons si pertany al sector de la muntanya on toca el sol la major part del dia o bé si no hi toca o ho fa molt poques hores. També, en zones de muntanya, els boscos són en costes de muntanya. Si la costa és molt accentuada, en zones pirinenques són anomenades pales, i si arriben a formar parets verticals, cingles, cingleres o feixans, entre altres denominacions.

## Pala
Una pala és un pendís de muntanya llis i de molta inclinació. És una paraula molt característica de les comarques de l'Alta Ribagorça, Pallars Jussà i Pallars Sobirà.